# エンリル・クドゥリ・ウツル
エンリル・クドゥリ・ウツル（Enlil-kudurrī-uṣur、mdEnlil(be)-ku-dúr-uṣur、「エンリルよ、我が長子を守り給え」）はアッシリアの王。『アッシリア王名表』によれば第81代の王である。彼の在位期間の推定年代は次の王であるニヌルタ・アピル・エクルの治世期間の取り方に依存し、それに基づいて前1187年-前1183年と前1197年-前1193年という年代が導きだされている。前者を採用するのが近年の研究では一般的である。

## 来歴
エンリル・クドゥリ・ウツルはトゥクルティ・ニヌルタ1世の息子である。甥であるアッシュル・ニラリ3世の短い治世の後に王となり、5年間統治した。この王についての史料は『アッシリア王名表』と各年代記であり、王碑文は現存していない。
『対照王名表（Synchronistic King List）』はエンリル・クドゥリ・ウツルに対応するバビロンの王をアダド・シュマ・ウツルに同定している。この王はエンリル・クドゥリ・ウツルの最終的な宿敵であった。『アッシリア・バビロニア関係史（Synchronistic History）』では、彼とアダド・シュマ・ウツルの間の戦いによって、アッシリア内部におけるエンリル・クドゥリ・ウツルの政敵であったニヌルタ・アピル・エクルは簒奪の切っ掛けを得た。ニヌルタ・アピル・エクルはイリ・パダの息子であり、エリバ・アダド1世の子孫である。彼は「カルドニアシュ（バビロニア）から来て」アッシリア王位を窺った。グレイソン（Grayson）やその他の学者は、ニヌルタ・アピル・エクルの行動はバビロン王アダド・シュマ・ウツルの暗黙の支援を受けてのものであったと思案しているが、現在公刊されている史料にこの見解を支持する証拠はない。ニヌルタ・アピル・エクルがバビロニアにいた目的も不明である。政治的理由から亡命していたのかもしれないし、アッシリアが占領していた部分の統治者であったのかもしれない。『Walker Chronicle』はエンリル・クドゥリ・ウツルがアダド・シュマ・ウツルに惨敗した後、自分の部下の将軍に捕らえられて引き渡された様を描写している。その後、アダド・シュマ・ウツルはバビロン市自体も含めて自らの領土を拡大し続けた。
一方で、『アッシリア・バビロニア関係史』の記録も続いており、ニヌルタ・アピル・エクルは「彼の多数の軍隊を虐殺しリッビ・アリ（Libbi-ali、アッシュルの都市）に進軍した。だが[...]が予期せず到着したため、彼は引き返し根拠地に戻った」とある。グレイソンが指摘するように、この一節は様々な解釈が可能であり、その一つの可能性は、欠落した箇所に入る名前がバビロン王アダド・シュマ・ウツルが敵国アッシリアを撹乱するために解放したエンリル・クドゥリ・ウツルであるという解釈である。

## 史料
1. ↑  Assyrian King List, iii 14.
2. ↑  Synchronistic King List, tablet excavation number Ass. 14616c (KAV 216), ii 6.
3. 1 2  Synchronistic History, ii 3–8.
4. ↑  Walker Chronicle, ABC 25, BM 27796, obverse lines 3 to 7.